# فینال جام حذفی فوتبال انگلستان ۱۸۸۰
فینال جام حذفی فوتبال انگلستان ۱۸۸۰، رقابت پایانی جام حذفی فوتبال انگلستان در سال ۱۸۸۰ میلادی است که مابین دو تیم باشگاه فوتبال کلاپهام راورز و باشگاه فوتبال دانشگاه آکسفورد در ورزشگاه اووال لندن برگزار شده‌است.
این مسابقه که در تاریخ ۱۰ آوریل ۱۸۸۰ انجام شده‌است با نتیجه ۱ بر ۰ به سود تیم باشگاه فوتبال کلاپهام راورز به پایان رسید.